# Onthophagus subansiriensis
Onthophagus subansiriensis es una especie de insecto del género Onthophagus, familia Scarabaeidae, orden Coleoptera.
Fue descrita científicamente por Biswas en 1979.